# 코라손 게레로
《코라손 게레로》(스페인어: Corazón guerrero)는 2022년 방영된 멕시코의 텔레노벨라이다.